# Chelan (jezero)
Chelan (anglicky Lake Chelan) je úzké, 89 km dlouhé jezero v okresu Chelan, na severu státu Washington v USA. Je to největší přírodně vytvořené jezero ve státě. Jeho jméno znamená v jazyce místních kmenů hluboká voda.
Jezero má mnoho přítoků z Kaskádového pohoří a maximální hloubku 453 metrů, čímž se stává třetím nejhlubším ve Spojených státech a 24. na světě. Hladina jezera je 335 metrů nad úrovní moře, průměrná šířka jezera je 1,6 km.
Město Chelan leží na jihovýchodním cípu jezera, kde odtéká jeho voda stejnojmennou řekou skrz vodní elektrárnu Lake Chelan Dam. Na severozápadním konci je město Stehekin, kudy se přilévá voda opět ze stejnojmenné řeky. Řeka Stehekin je největším přítokem jezera. Na jižním pobřeží leží státní park Lake Chelan, který je přístupný z města Chelan. Severní pobřeží je také chráněné, nachází se zde národní rekreační oblast Lake Chelan.
Jezero je využíváno částečně i k zadržení vod z jarního tání. Na spodním (jižním) konci byla vybudována hráz, kterou je hladina během roku udržována asi 5 m nad původní hladinou, na podzim se jezero upustí na původní úroveň a na jaře zase postupně naplní po úroveň hráze.
Městečko Stehekin na severozápadním konci je původně lovecká osada a také zde probíhaly pokusy najít zlato. Nedaleko ústí řeky Chelan na pravém břehu je štola, která je ale přes léto zatopena. Současně jsou zde na skalách patrné staré indiánské kresby.
Stehekin nemá silniční spojení, dá se sem dostat pouze pravidelnou lodní linkou, hydroplánem, malým letadlem nebo na koních přes průsmyky směrem severozápadně. Pěší trak se vřele nedoporučuje kvůli výskytu medvědů.